# Enriqueta Alfieri

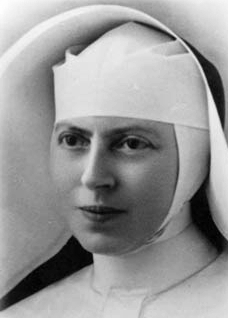
Beata Enriqueta Alfieri (1891-1951).

Enriqueta Alfieri, (23 de febrero de 1891, Borgovercelli, Vercelli, Italia - 23 de noviembre de 1951, Milán) de nombre de pila María Ángela Doménica y nombre religioso Enriqueta, fue una monja y beata italiana católica de las Hermanas de la Caridad de Santa Juana Antida Thouret. Sus allegados la llamaban María.

## Vida
Fue la hija mayor de una pareja fervientemente cristiana, que pronto la educan en la fe, a los que la niña responde a sus expectativas ya que al convertirse en adolescente, expresa su deseo de convertirse en monja. En el año 1911 entró como novicia entre las Hermanas de la Caridad en el monasterio “Santa Margarita” de Vercelli, donde estudia para magisterio o sea educadora y obtiene el correspondiente su diploma.
Pronunció sus votos temporales el 10 de septiembre de 1917 con el nombre de Sor Enriqueta, y asume el puesto de maestra en una escuela de infantes en la ciudad, pero por poco tiempo ya que signos de parálisis la obligan a regresar a la casa matriz. Por 5 años, los médicos no logran diagnosticar el origen de sus dolores y de las parálisis, y que durante tres años la obligan a la inmovilidad total. Sor Enriqueta abraza el sufrimiento con confianza ejemplar en Dios escribe: “Sufrir no es suficiente; hay que sufrir bien y para sufrir bien hay que sufrir con dignidad, con amor, con dulzura y con fortaleza”. En 1922 llega el diagnóstico: sor Enriqueta sufre de tuberculosis incurable. La joven religiosa enfrenta un viaje a Lourdes Francia a visitar el Santuario de Lourdes a y a milagrosa virgen, de donde regresa confortada y confiada en su futuro.
Después de recibir los últimos óleos la extrema unción, el 25 de febrero de 1923, fecha del aniversario de la Aparición de Nuestra Señora de Lourdes, a las 8.00 horas mientras sus hermanas participaban de la Santa Misa dominical Enriqueta, y bebe un sorbo del agua de Lourdes con un grandísimo esfuerzo. Después de un breve desmayo, siente una voz que le dice: “María, Levántate”, y se cura de manera inmediata milagrosa, asunto que cundió en la sociedad. Para frenar el entusiasmo y la curiosidad de la gente, la religiosa es alejada de Vercelli y enviada a trabajar la prisión de San Vittore en Milán, donde se encuentra la como Superiora y tía, la Hna. Elena Compagnone.
Con infinita dulzura, Enriqueta en su ministerio, conforta a las presas, escucha sus confidencias, las ayuda a rezar y basta una mirada suya para apaciguar las tensiones entre ellas. Así que, comprendió y supo acoger las personas en calidad de desecho humano, como las halló en el penal. Sufrir, orar junto con las reclusas, trabajar con caridad por amor a Cristo y sin descanso, fue el diario vivir ésta apóstol con los desechados por la sociedad, que se ganó la confianza y cariño de los ahí recluidos, llamados “huéspedes" por ella, mismos que ellos la llamaron “Su Ángel" y la "Mamma de San Vittore".
En 1939, fue nombrada superiora de su comunidad y también estalla la Segunda Guerra Mundial. Los presos civiles fueron sustituidos por presos políticos: judíos, sacerdotes y religiosos católicos y todos los que eran miembros de la resistencia civil y que se oponían al régimen fascista, mismos que iban a ser llevados a la etapa final, o sea a las cámaras de gas en los campos de exterminio. Los alemanes administraban la cárcel como un campo de concentración y, sor Enriqueta toma como suya, la misión de salvar vidas, pasando información que salva, y encuentros entre unos y otros, cosa que pudo hacer por buen tiempo. La Hna. Enriqueta, para ayudarlas y sostenerlas se desplazaba en las horas oscuras por las galerías, entraban en las celdas y favorecían los encuentros. Enriqueta es una de las colaboradoras de la obra del Cardenal Alfredo Ildefonso Schuster encaminados a proteger vidas humanas, mediante la mediación del Padre José Bicchierai.
El 23 de septiembre de 1944 es interceptada una carta de Sor Enriqueta en manos de una reclusa judía, por lo que fue encarcelada con matrícula 3209, y puesta en una celda de aislamiento con una sentencia de muerte . Escribió posteriormente: “A partir de aquel momento la oración y la meditación se convirtieron en mi única ocupación, mi fuerza en la reclusión. Y no había dicho tantas veces a las pobres presas: ¿si yo estuviera en su lugar pasaría todo mi tiempo rezando? ¡Ahora ha llegado el momento!... ¡Qué gracia poder rezar!”.
Gracias a la intercesión del Arzobispo beato Schuster de Milán, ante un amigo de Benito Mussolini, le fue otorgada la clemencia y le condonó su pena, pero podría regresar a su cárcel solamente después de la terminación de la guerra, del 7 de mayo de 1945. Antes fue enviada a Bérgamo a un centro de menores enfermos mentales y de allí a Brescia, donde escribió sus “Memorias” que principalmente son recuerdos de la prisión.
Ya de regreso en San Vittore ahora llena de jerárquicos y funcionarios, jóvenes y mujeres que habían adherido a la República Social Italiana de Mussolini, llevó en el camino a la conversión católica a muchas personas, así como a la peligrosa convicta por asesinato múltiple, Rina (Caterina) Fort.
En septiembre de 1950 sufrió una caída en la calle, con rotura e fémur, de la que no se recuperó. Se le complicó problemas relacionados con hígado y corazón y después de 13 días de agonía y de haber recibido los santos sacramentos, y con plena lucidez, dice: “No creía que fuese así de dulce morir”. A las 15 horas del viernes 23 de noviembre de 1951 Sor Enriqueta falleció, dentro de una fama de santidad y de entrega.

## Beatificación
Sor Enriqueta o conocida por sus beneficiados como “Ángel” o la “Mamma de san Vittore”, fue beatificada el 26 de junio de 2011 en Milán durante el pontificado del Papa Benedicto XVI, por el cardenal Ángelo Amato, prefecto de la Congregación de las Causas de los Santos y legado papal, en Piazza Duomo de la ciudad de Milán, el 26 de junio de 2011. Su festividad se celebra el 23 de noviembre.